# 新潟県小学校一覧
新潟県小学校一覧（にいがたけんしょうがっこういちらん）は、新潟県の小学校の一覧。

## 国立小学校
- 新潟大学附属新潟小学校
- 新潟大学附属長岡小学校
- 上越教育大学附属小学校

## 公立小学校

### 新潟市

#### 北区
- 新潟市立岡方第一小学校
- 新潟市立岡方第二小学校
- 新潟市立木崎小学校
- 新潟市立葛塚小学校
- 新潟市立葛塚東小学校
- 新潟市立太夫浜小学校
- 新潟市立濁川小学校
- 新潟市立早通南小学校
- 新潟市立松浜小学校
- 新潟市立南浜小学校

#### 東区
- 新潟市立山の下小学校
- 新潟市立桃山小学校
- 新潟市立東山の下小学校
- 新潟市立下山小学校
- 新潟市立大形小学校
- 新潟市立木戸小学校
- 新潟市立牡丹山小学校
- 新潟市立竹尾小学校
- 新潟市立江南小学校
- 新潟市立中野山小学校
- 新潟市立南中野山小学校
- 新潟市立東中野山小学校

#### 中央区
- 新潟市立浜浦小学校
- 新潟市立日和山小学校
- 新潟市立関屋小学校
- 新潟市立鏡淵小学校
- 新潟市立桜が丘小学校
- 新潟市立笹口小学校
- 新潟市立山潟小学校
- 新潟市立紫竹山小学校
- 新潟市立女池小学校
- 新潟市立沼垂小学校
- 新潟市立上山小学校
- 新潟市立上所小学校
- 新潟市立新潟小学校
- 新潟市立鳥屋野小学校
- 新潟市立南万代小学校
- 新潟市立白山小学校
- 新潟市立万代長嶺小学校
- 新潟市立有明台小学校

#### 江南区
- 新潟市立曽野木小学校
- 新潟市立東曽野木小学校
- 新潟市立大淵小学校
- 新潟市立丸山小学校
- 新潟市立両川小学校
- 新潟市立亀田小学校
- 新潟市立亀田東小学校
- 新潟市立亀田西小学校
- 新潟市立早通小学校
- 新潟市立横越小学校

#### 秋葉区
- 新潟市立新津第一小学校
- 新潟市立新津第二小学校
- 新潟市立新津第三小学校
- 新潟市立結小学校
- 新潟市立荻川小学校
- 新潟市立阿賀小学校
- 新潟市立小合小学校
- 新潟市立小合東小学校
- 新潟市立金津小学校
- 新潟市立新関小学校
- 新潟市立小須戸小学校
- 新潟市立矢代田小学校

#### 南区
- 新潟市立白根小学校
- 新潟市立新飯田小学校
- 新潟市立茨曽根小学校
- 新潟市立庄瀬小学校
- 新潟市立小林小学校
- 新潟市立臼井小学校
- 新潟市立大鷲小学校
- 新潟市立根岸小学校
- 新潟市立大通小学校
- 新潟市立味方小学校
- 新潟市立月潟小学校

#### 西区
- 新潟市立笠木小学校
- 新潟市立五十嵐小学校
- 新潟市立坂井東小学校
- 新潟市立坂井輪小学校
- 新潟市立山田小学校
- 新潟市立小針小学校
- 新潟市立小瀬小学校
- 新潟市立新通小学校
- 新潟市立新通つばさ小学校
- 新潟市立真砂小学校
- 新潟市立西内野小学校
- 新潟市立青山小学校
- 新潟市立赤塚小学校
- 新潟市立大野小学校
- 新潟市立東青山小学校
- 新潟市立内野小学校
- 新潟市立木山小学校
- 新潟市立立仏小学校
- 新潟市立黒埼南小学校

#### 西蒲区
- 新潟市立曽根小学校
- 新潟市立鎧郷小学校
- 新潟市立升潟小学校
- 新潟市立巻北小学校
- 新潟市立漆山小学校
- 新潟市立巻南小学校
- 新潟市立松野尾小学校
- 新潟市立越前小学校
- 新潟市立岩室小学校
- 新潟市立和納小学校
- 新潟市立潟東小学校
- 新潟市立中之口東小学校
- 新潟市立中之口西小学校

### 長岡市
- 長岡市立阪之上小学校
- 長岡市立中島小学校
- 長岡市立表町小学校
- 長岡市立神田小学校
- 長岡市立新町小学校
- 長岡市立川崎小学校
- 長岡市立四郎丸小学校
- 長岡市立千手小学校
- 長岡市立富曾亀小学校
- 長岡市立黒条小学校
- 長岡市立新組小学校
- 長岡市立桂小学校
- 長岡市立浦瀬小学校
- 長岡市立柿小学校
- 長岡市立栖吉小学校
- 長岡市立前川小学校
- 長岡市立宮内小学校
- 長岡市立上組小学校
- 長岡市立石坂小学校
- 長岡市立太田小学校
- 長岡市立岡南小学校
- 長岡市立十日町小学校
- 長岡市立大島小学校
- 長岡市立才津小学校
- 長岡市立深沢小学校
- 長岡市立日越小学校
- 長岡市立関原小学校
- 長岡市立福戸小学校
- 長岡市立下川西小学校
- 長岡市立上川西小学校
- 長岡市立宮本小学校
- 長岡市立希望が丘小学校
- 長岡市立豊田小学校
- 長岡市立川崎東小学校
- 長岡市立青葉台小学校
- 長岡市立中之島中央小学校
- 長岡市立上通小学校
- 長岡市立信条小学校
- 長岡市立越路小学校
- 長岡市立越路西小学校
- 長岡市立日吉小学校
- 長岡市立脇野町小学校
- 長岡市立山古志小学校
- 長岡市立小国小学校
- 長岡市立和島小学校
- 長岡市立寺泊小学校
- 長岡市立大河津小学校
- 長岡市立与板小学校
- 長岡市立栃尾東小学校
- 長岡市立栃尾南小学校
- 長岡市立東谷小学校
- 長岡市立川口小学校

### 三条市
- 三条市立一ノ木戸小学校
- 三条市立嵐南小学校
- 三条市立裏館小学校
- 三条市立上林小学校
- 三条市立井栗小学校
- 三条市立旭小学校
- 三条市立西鱈田小学校
- 三条市立月岡小学校
- 三条市立大崎学園
- 三条市立保内小学校
- 三条市立大島小学校
- 三条市立須頃小学校
- 三条市立栄中央小学校
- 三条市立栄北小学校
- 三条市立大面小学校
- 三条市立長沢小学校
- 三条市立笹岡小学校
- 三条市立大浦小学校
- 三条市立森町小学校
- 三条市立飯田小学校

### 柏崎市
- 柏崎市立柏崎小学校
- 柏崎市立比角小学校
- 柏崎市立枇杷島小学校
- 柏崎市立半田小学校
- 柏崎市立大洲小学校
- 柏崎市立剣野小学校
- 柏崎市立鯨波小学校
- 柏崎市立槇原小学校
- 柏崎市立日吉小学校
- 柏崎市立荒浜小学校
- 柏崎市立新道小学校
- 柏崎市立田尻小学校
- 柏崎市立北鯖石小学校
- 柏崎市立中通小学校
- 柏崎市立米山小学校
- 柏崎市立鯖石小学校
- 柏崎市立北条小学校
- 柏崎市立内郷小学校
- 柏崎市立二田小学校

### 新発田市
- 新発田市立外ヶ輪小学校
- 新発田市立猿橋小学校
- 新発田市立東小学校
- 新発田市立御免町小学校
- 新発田市立佐々木小学校
- 新発田市立七葉小学校
- 新発田市立住吉小学校
- 新発田市立川東小学校
- 新発田市立東豊小学校
- 新発田市立二葉小学校
- 新発田市立豊浦小学校
- 新発田市立紫雲寺小学校
- 新発田市立加治川小学校

### 小千谷市
- 小千谷市立小千谷小学校
- 小千谷市立東小千谷小学校
- 小千谷市立南小学校
- 小千谷市立吉谷小学校
- 小千谷市立千田小学校
- 小千谷市立和泉小学校
- 小千谷市立東山小学校
- 小千谷市立片貝小学校

### 加茂市
- 加茂市立加茂小学校
- 加茂市立加茂南小学校
- 加茂市立加茂西小学校
- 加茂市立石川小学校
- 加茂市立七谷小学校
- 加茂市立須田小学校
- 加茂市立下条小学校

### 十日町市
- 十日町市立十日町小学校
- 十日町市立中条小学校
- 十日町市立飛渡第一小学校
- 十日町市立東小学校
- 十日町市立川治小学校
- 十日町市立吉田小学校
- 十日町市立鐙島小学校
- 十日町市立下条小学校
- 十日町市立水沢小学校
- 十日町市立馬場小学校
- 十日町市立西小学校
- 十日町市立田沢小学校
- 十日町市立千手小学校
- 十日町市立上野小学校
- 十日町市立橘小学校
- 十日町市立松代小学校
- 十日町市立松之山小学校

### 見附市
- 見附市立見附小学校
- 見附市立見附第二小学校
- 見附市立名木野小学校
- 見附市立田井小学校
- 見附市立葛巻小学校
- 見附市立新潟小学校
- 見附市立上北谷小学校
- 見附市立今町小学校

### 村上市
- 村上市立村上小学校
- 村上市立岩船小学校
- 村上市立瀬波小学校
- 村上市立山辺里小学校
- 村上市立村上南小学校
- 村上市立金屋小学校
- 村上市立保内小学校
- 村上市立神納小学校
- 村上市立平林小学校
- 村上市立朝日さくら小学校
- 村上市立小川小学校
- 村上市立朝日みどり小学校
- 村上市立さんぽく小学校

### 燕市
- 燕市立燕東小学校
- 燕市立燕西小学校
- 燕市立燕南小学校
- 燕市立燕北小学校
- 燕市立小池小学校
- 燕市立大関小学校
- 燕市立小中川小学校
- 燕市立粟生津小学校
- 燕市立吉田小学校
- 燕市立吉田北小学校
- 燕市立吉田南小学校
- 燕市立島上小学校
- 燕市立分水小学校
- 燕市立分水北小学校

### 糸魚川市
- 糸魚川市立大和川小学校
- 糸魚川市立西海小学校
- 糸魚川市立糸魚川小学校
- 糸魚川市立大野小学校
- 糸魚川市立根知小学校
- 糸魚川市立糸魚川東小学校
- 糸魚川市立能生小学校
- 糸魚川市立中能生小学校
- 糸魚川市立南能生小学校
- 糸魚川市立下早川小学校
- 糸魚川市立磯部小学校
- 糸魚川市立田沢小学校
- 糸魚川市立青海小学校

### 妙高市
- 妙高市立新井小学校
- 妙高市立新井中央小学校
- 妙高市立新井北小学校
- 妙高市立新井南小学校
- 妙高市立斐太北小学校
- 妙高市立妙高高原小学校
- 妙高市立妙高小学校

### 五泉市
- 五泉市立五泉小学校
- 五泉市立五泉南小学校
- 五泉市立村松小学校
- 五泉市立川東小学校
- 五泉市立巣本小学校
- 五泉市立橋田小学校
- 五泉市立大蒲原小学校
- 五泉市立五泉東小学校
- 五泉市立愛宕小学校

### 上越市
- 上越市立大手町小学校
- 上越市立東本町小学校
- 上越市立南本町小学校
- 上越市立黒田小学校
- 上越市立飯小学校
- 上越市立富岡小学校
- 上越市立稲田小学校
- 上越市立和田小学校
- 上越市立大和小学校
- 上越市立春日小学校
- 上越市立高志小学校
- 上越市立諏訪小学校
- 上越市立三郷小学校
- 上越市立戸野目小学校
- 上越市立上雲寺小学校
- 上越市立大町小学校
- 上越市立高士小学校
- 上越市立八千浦小学校
- 上越市立直江津小学校
- 上越市立直江津南小学校
- 上越市立北諏訪小学校
- 上越市立保倉小学校
- 上越市立有田小学校
- 上越市立春日新田小学校
- 上越市立国府小学校
- 上越市立谷浜小学校
- 上越市立高田西小学校
- 上越市立安塚小学校
- 上越市立浦川原小学校
- 上越市立大島小学校
- 上越市立牧小学校
- 上越市立柿崎小学校
- 上越市立上下浜小学校
- 上越市立下黒川小学校
- 上越市立大潟町小学校
- 上越市立南川小学校
- 上越市立大瀁小学校
- 上越市立明治小学校
- 上越市立吉川小学校
- 上越市立中郷小学校
- 上越市立板倉小学校
- 上越市立豊原小学校
- 上越市立清里小学校
- 上越市立里公小学校
- 上越市立上杉小学校
- 上越市立美守小学校
- 上越市立宝田小学校

### 阿賀野市
- 阿賀野市立京ヶ瀬小学校
- 阿賀野市立堀越小学校
- 阿賀野市立水原小学校
- 阿賀野市立安野小学校
- 阿賀野市立神山小学校
- 阿賀野市立笹岡小学校
- 阿賀野市立安田小学校

### 佐渡市
- 佐渡市立前浜小学校
- 佐渡市立加茂小学校
- 佐渡市立河崎小学校
- 佐渡市立内海府小学校
- 佐渡市立両津吉井小学校
- 佐渡市立両津小学校
- 佐渡市立高千小学校
- 佐渡市立金泉小学校
- 佐渡市立相川小学校
- 佐渡市立七浦小学校
- 佐渡市立金井小学校
- 佐渡市立河原田小学校
- 佐渡市立八幡小学校
- 佐渡市立二宮小学校
- 佐渡市立新穂小学校
- 佐渡市立行谷小学校
- 佐渡市立畑野小学校
- 佐渡市立松ヶ崎小学校
- 佐渡市立真野小学校
- 佐渡市立赤泊小学校
- 佐渡市立羽茂小学校
- 佐渡市立小木小学校

### 魚沼市
- 魚沼市立宇賀地小学校
- 魚沼市立堀之内小学校
- 魚沼市立広神東小学校
- 魚沼市立広神西小学校
- 魚沼市立須原小学校
- 魚沼市立小出小学校
- 魚沼市立伊米ヶ崎小学校
- 魚沼市立湯之谷小学校

### 南魚沼市
- 南魚沼市立三用小学校
- 南魚沼市立赤石小学校
- 南魚沼市立浦佐小学校
- 南魚沼市立大崎小学校
- 南魚沼市立後山小学校
- 南魚沼市立薮神小学校
- 南魚沼市立城内小学校
- 南魚沼市立おおまき小学校
- 南魚沼市立五十沢小学校
- 南魚沼市立六日町小学校
- 南魚沼市立北辰小学校
- 南魚沼市立石打小学校
- 南魚沼市立上関小学校
- 南魚沼市立塩沢小学校
- 南魚沼市立上田小学校
- 南魚沼市立栃窪小学校
- 南魚沼市立中之島小学校

### 胎内市
- 胎内市立中条小学校
- 胎内市立胎内小学校
- 胎内市立きのと小学校
- 胎内市立築地小学校
- 胎内市立黒川小学校

### 北蒲原郡
- 聖籠町立亀代小学校
- 聖籠町立山倉小学校
- 聖籠町立蓮野小学校

### 西蒲原郡
- 弥彦村立弥彦小学校

### 南蒲原郡
- 田上町立田上小学校
- 田上町立羽生田小学校

### 東蒲原郡
- 阿賀町立津川小学校
- 阿賀町立三川小学校
- 阿賀町立上川小学校

### 三島郡
- 出雲崎町立出雲崎小学校

### 南魚沼郡
- 湯沢町立湯沢小学校

### 中魚沼郡
- 津南町立津南小学校
  - 津南町立津南小学校大赤沢分校
- 津南町立上郷小学校
- 津南町立芦ヶ崎小学校

### 刈羽郡
- 刈羽村立刈羽小学校

### 岩船郡
- 関川村立関川小学校
- 粟島浦村立粟島浦小学校